# Asaphocrita fuscopurpurella
Asaphocrita fuscopurpurella là một loài bướm đêm thuộc họ Blastobasidae. Loài này có ở Maryland, Hoa Kỳ.